# Amine Elaid Fezzani
Amine Elaid Fezzani (en arabe : أمين العيد فزاني) est un footballeur algérien né le 30 juin 1986 à Aïn Beïda dans la wilaya d'Oum El Bouaghi. Il évolue au poste de milieu offensif à l'USM Aïn Beïda.

## Biographie
Il évolue en première division algérienne avec le club, du CA Batna. Il dispute 68 matchs en inscrivant deux buts en Ligue 1.

## Palmarès
CA Batna
- Coupe d'Algérie :
  - Finaliste : 2009-10.